# عثمان کولیبالی (بازیکن فوتبال، زاده ۱۹۶۹)
عثمان کولیبالی (انگلیسی: Ousmane Coulibaly؛ زادهٔ ۲۳ فوریهٔ ۱۹۶۹) بازیکن فوتبال اهل بورکینافاسو بود.
وی همچنین در تیم ملی فوتبال بورکینافاسو بازی کرده است.